# Taenaris praxedes
Taenaris praxedes är en fjärilsart som beskrevs av Hans Fruhstorfer 1904. Taenaris praxedes ingår i släktet Taenaris och familjen praktfjärilar. Inga underarter finns listade i Catalogue of Life.